# Ultima GTR
Ultima GTR — британский спортивный автомобиль подкласса суперкар, производившийся компанией Ultima Sports с 1999 по начало 2015 года.
Автомобиль имеет задний привод, оснащён стальной пространственной рамой, кузов сделан из стеклопластика. Поскольку Ultima GTR был доступен также в виде т. н. «набора» («конструктора»), то внутрь можно было поставить самые разнообразные двигатели и коробки передач, но базовым и оптимальным вариантом считался 8-клапанный двигатель англ. Chevrolet small-block engine и трансмиссионная компоновка от Porsche или Getrag. Также пользовался популярностью 6-цилиндровый двигатель Alfa Romeo V6 объёмом 3,4 литра.
Основные модификации — Ultima GTR640 и Ultima GTR720, имеющие мощность 640 и 720 лошадиных сил, соответственно, менее распространённые — GTR535 и GTR500. При массе 990 килограммов, Ultima GTR720 имеет соотношение мощность-масса 727 лошадиных сил на тонну, что превосходит аналогичный показатель таких известных автомобилей как Bugatti Veyron, Ferrari Enzo, Ascari A10, Koenigsegg CCX, но не достигает уровня Caparo T1. Шасси Ultima GTR рассчитаны на установку двигателя мощностью до 1000 лошадиных сил или даже немного больше. В 2011 году в румынской автомастерской  Black Falcon Cars была создана модификация Black Falcon SBC-TT1750 с мотором мощностью до 1750 лошадиных сил, работающая только на гоночном топливе, но допущенная к движению на дорогах общего пользования. Используется «115-й бензин», максимальная скорость модификации составляет 402 км/ч.
В 2000 году модель проходила испытание на трассе Top Gear (2820 метров), где показала результат 1 минута 12,8 секунд со средней скоростью 139 км/ч. По состоянию на 2016 год машина занимает 6-ю строчку в списке автомобилей, прошедших это испытание (рекорд удерживает Lotus T125 со временем 1 минута и 3,1 секунды и средней скоростью 160 км/ч). Позднее на той же трассе Ultima GTR улучшила свой результат до 1 минуты 9,9 секунд, но он не был засчитан, так как использовалась модификация, не соответствующая квалификации (автомобиль должен находиться в свободной продаже, быть пригоден для езды по дорогам общего пользования, а также быть в состоянии преодолеть «лежачего полицейского»).
В 2006 году заводской автомобиль можно было приобрести за 72 000 фунтов стерлингов, «пустой» — за 45 000 фунтов.
В 2011 году цена автомобиля в России составляла около 7 миллионов рублей.

## Рекорды
Модели принадлежит несколько рекордов:
- Разгон 0—97 км/ч за 2,6 секунды
- Разгон 0—160 км/ч за 5,3 секунды
- Разгон 48—110 км/ч за 1,8 секунды
- Торможение 160-0 км/ч за 3,6 секунды
- Разгон-торможение 0—160—0 км/ч за 9,4 секунды
- Прохождение дистанции в 402 метра за 9,941 секунды с максимальной скоростью 230 км/ч

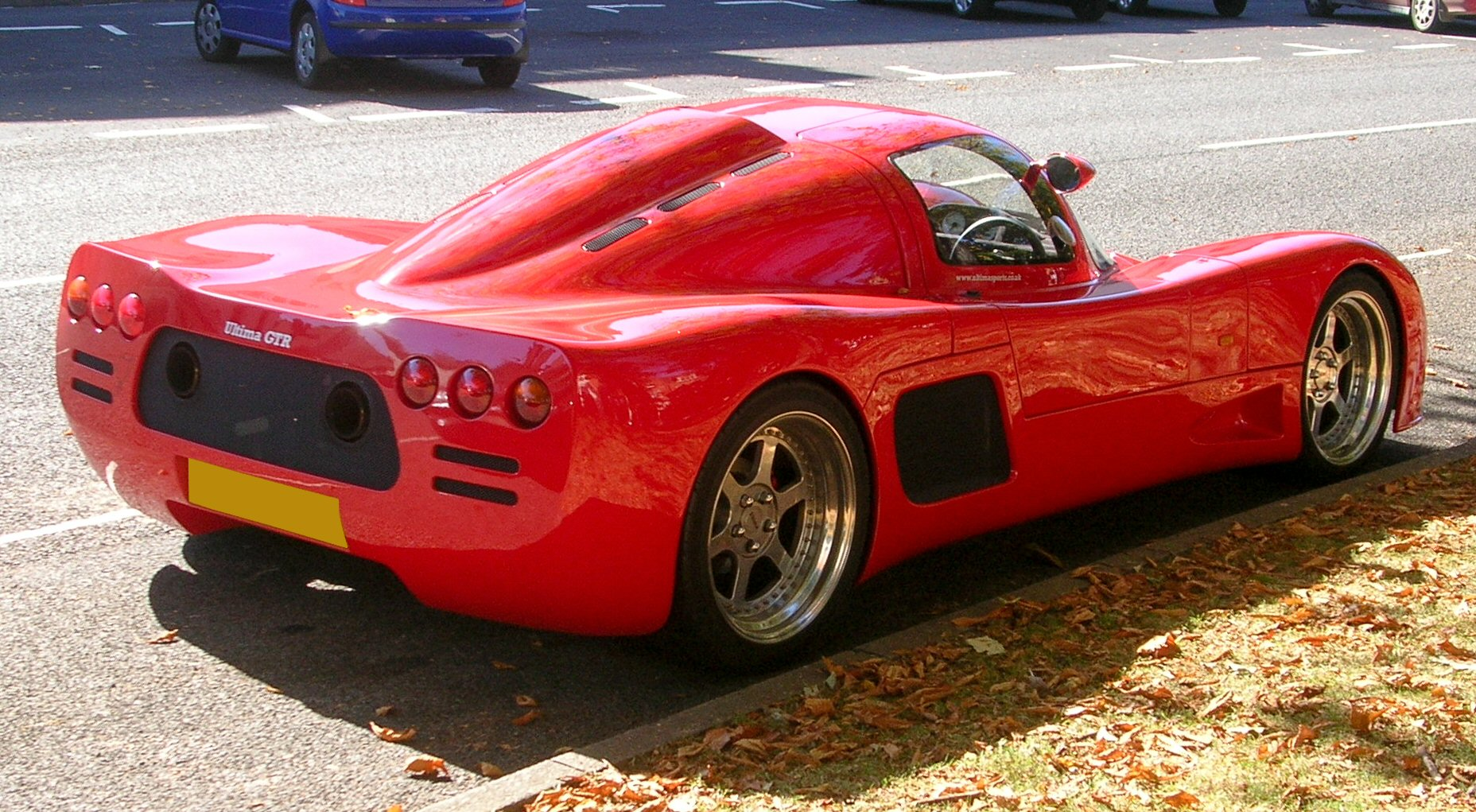
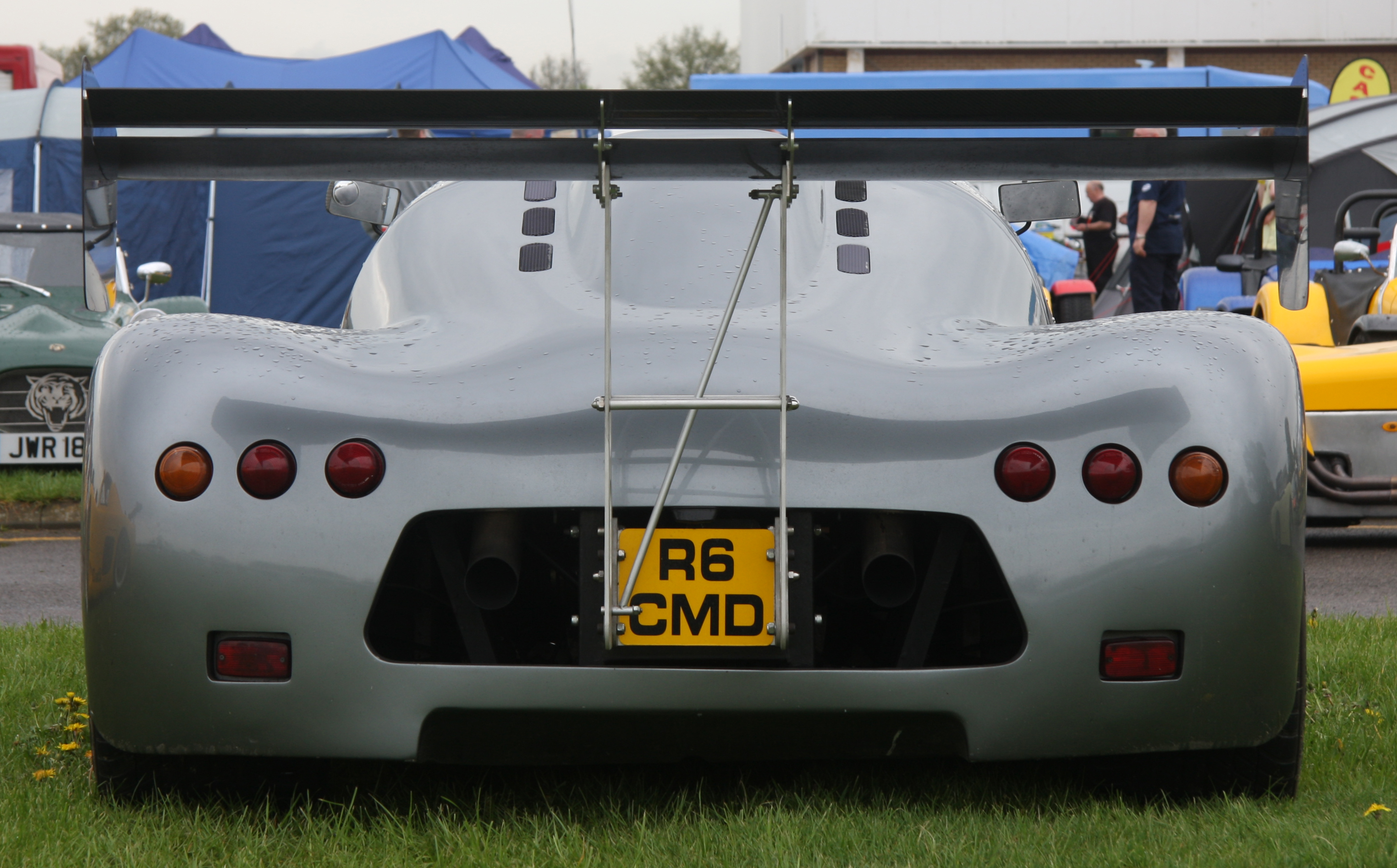
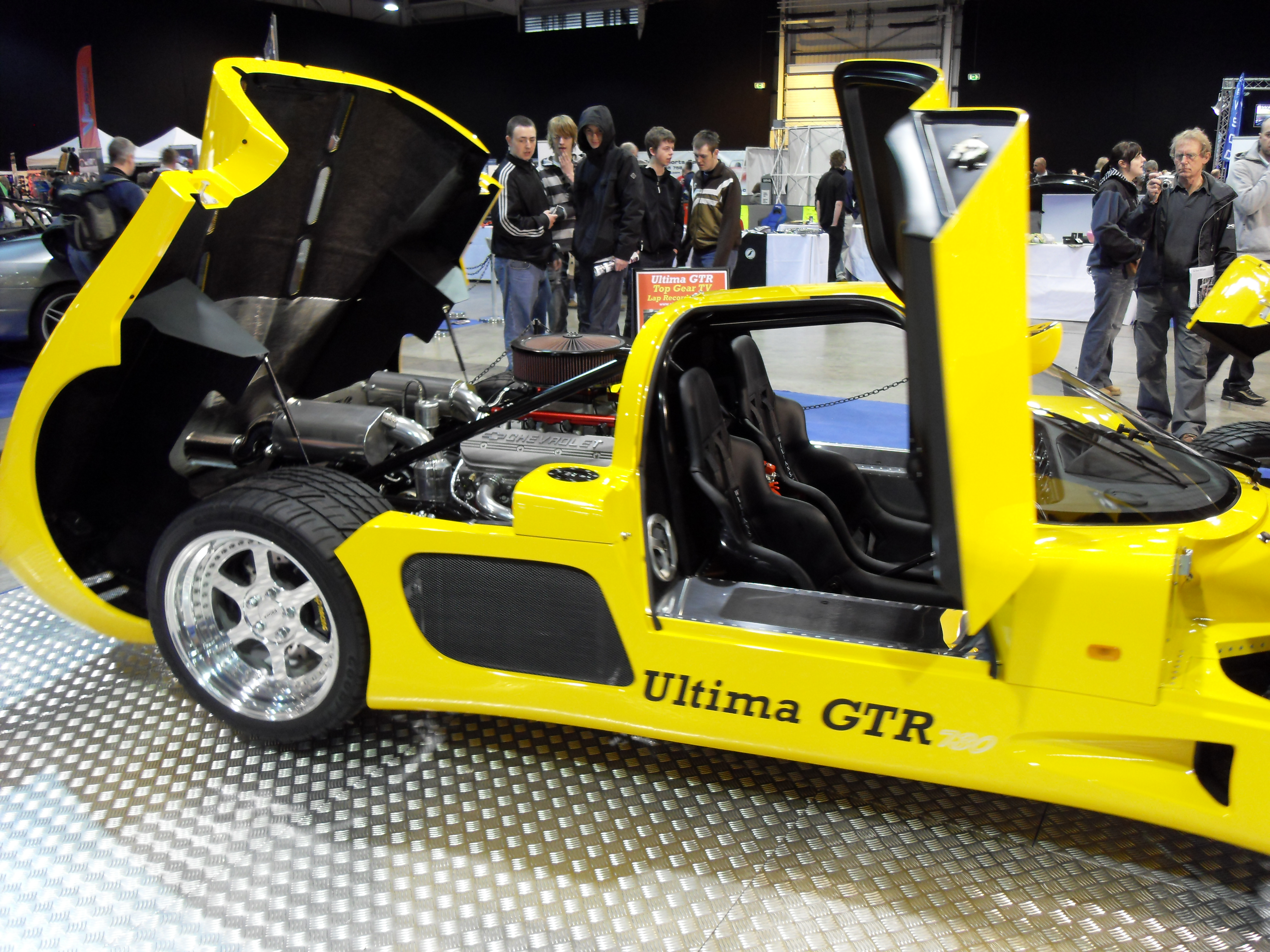
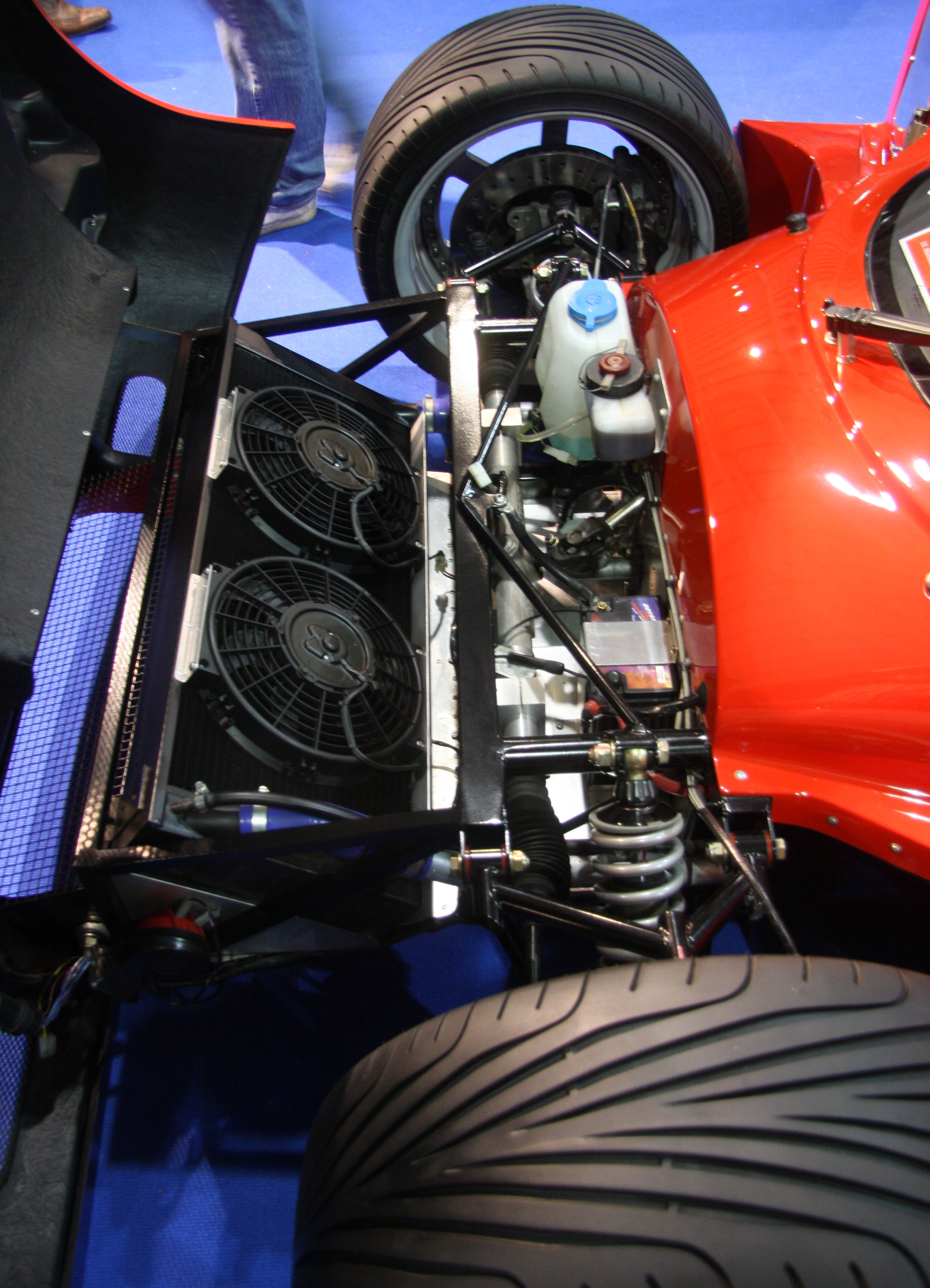